# Ключ 172
Ключ 172 (трад. и упр. 隹) — ключ Канси со значением «короткохвостая птица»; один из девяти, состоящих из восьми штрихов.
В словаре Канси есть 233 символов (из 49 030), которые можно найти c этим радикалом.
Существует разница в японском и китайском шрифтах печати для третьего штриха этого радикала. В словаре Канси и в японском языке вертикальная линия, наклоненная вверх вправо, используется поверх первой горизонтальной линии. В Китае, Тайване и Гонконге используется наклонная черточка, наклоненная вниз вправо, или радикал 3, поверх горизонтальной линии.
| Словарь Канси Япония Корея | Китай Тайвань Гонконг |
| -------------------------- | --------------------- |
| 隹                         | 隹                    |

## История
На древней идеограмме была изображена птица с распущенными крыльями и коротким хвостом. Эта пиктограмма стала основой современного иероглифа. Иероглиф употребляется в значениях «курица» и «короткохвостая птица». Так же, как и знак «птица» этот ключ может обозначать отряд пернатых в составе сложных иероглифов.
Это сильный ключевой знак.

Вид в Цзягувэнь
Вид в большой печати Чжуаньшу
Вид в малой печати Чжуаньшу

В словарях находится под номером 172.

## Примеры иероглифов
| Доп. штрихи | Иероглифы                     |
| ----------- | ----------------------------- |
| 0           | 隹                            |
| 2           | 隺 隻 隼 隽 难                |
| 3           | 寉 隿 雀                      |
| 4           | 雁 雂 雃 雄 雅 集 雇 雈       |
| 5           | 雉 雊 雋 雌 雍 雎 雏          |
| 6           | 雐 雑 雒                      |
| 7           | 雓                            |
| 8           | 雔 雕                         |
| 9           | 雖                            |
| 10          | 雗 雘 雙 雚 雛 雜 雝 雞 雟 雠 |
| 11          | 雡 離 難                      |
| 13          | 雤                            |
| 16          | 雥 雦                         |
| 20          | 雧                            |

- Примечание: Ваш браузер может отображать иероглифы неправильно.